# Lacrosse vid olympiska sommarspelen 1908
Vid olympiska sommarspelen 1908 avgjordes en turnering i lacrosse som endast bestod av en match mellan Storbritannien och Kanada. Matchen spelades den 24 oktober 1908 på White City Stadium. Antalet deltagare var 33 tävlande från två länder.

## Medaljfördelning
| Medaljfördelning |                |      |        |       |        |
| Placering        | Nation         | Guld | Silver | Brons | Totalt |
| 1                | Kanada         | 1    | 0      | 0     | 1      |
| 2                | Storbritannien | 0    | 1      | 0     | 1      |

## Medaljörer

### Herrar
| Gren     | Guld | Silver | Brons |
| Lacrosse | Kanada · Patrick Brennan · John Broderick · George Campbell · Angus Dillon · Frank Dixon · Richard Louis Duckett · J. Fyon · Tommy Gorman · Ernest Hamilton · Henry Hoobin · Albert Hara · Clarence McKerrow · David McLeod · George Rennie · Alexander Turnbull | Storbritannien · Gustav Alexander · J. Alexander · L. Blockey · George Buckland · Eric Dutton · V. G. Gilbey · S. N. Hayes · F. S. Johnsin · Wilfrid Johnson · Edward Jones · Reginald Martin · Gerald Mason · G. J. Mason · Johnson Parker-Smith · Hubert Ramsay · Charles Scott · H. Shorrocks · Norman Whitley | Ingen |

## Deltagande nationer
Totalt deltog 33 lacrossespelare från två länder vid de olympiska spelen 1908 i London.
|                                     |  |  |
| - Kanada (15) - Storbritannien (18) |  |  |